# Championnats du monde de vol à ski 1973
Navigation
Planica 1972 Kulm 1975
La 2e édition des championnats du monde de vol à ski s'est déroulée le 1er janvier 1973 à Oberstdorf en Allemagne de l'Ouest.

## Résultats

### Individuel
| Médaille | Concurrent            | Points |
| Or       | Hans-Georg Aschenbach |        |
| Argent   | Walter Steiner        |        |
| Bronze   | Karel Kodejška        |        |